# Spitzschwanz-Bronzemännchen
Das Spitzschwanz-Bronzemännchen (Lonchura striata), auch Lanzettschwänchen, Weißbürzel-Bronzemännchen, Pfeilschwanznonne oder Gestreiftes Bronzemännchen genannt, ist eine Art aus der Familie der Prachtfinken.

## Erscheinungsbild

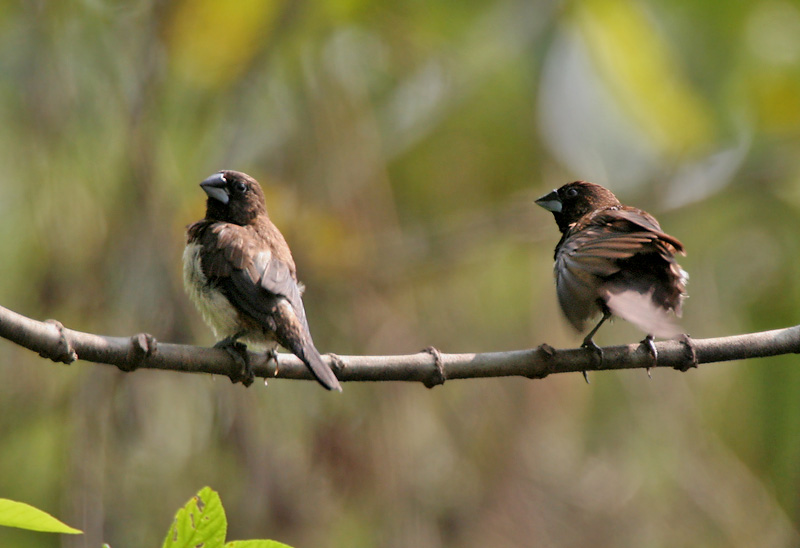

Es werden sieben Unterarten des Spitzschwanz-Bronzemännchens unterschieden, die sich alle in ihrem Verbreitungsgebiet sowie in Details des Körpergefieders unterscheiden. Die Nominatform L. s. striata, die 1766 von Carl von Linné beschrieben wurde, ist in Sri Lanka und Indien beheimatet. Sie erreicht eine Körperlänge von 12 Zentimetern und zeigt neben einem weißen Bürzel eine reinweiße Unterseite. Die gelegentlich verwendete Bezeichnung Weißbürzel-Bronzemännchen bezieht sich ausdrücklich auf diese Unterart. Die Art zeigt keinen Geschlechtsdimorphismus, d. h. die Weibchen sind aufgrund der Gefiederfärbung nicht von den Männchen zu unterscheiden.
Spitzschwanz-Bronzemännchen der Nominatform erreichen eine Körperlänge von elf bis zwölf Zentimeter und zählen damit zu den mittelgroßen Prachtfinkenarten. Sie wiegen im Mittel 12,3 Gramm. Das Gefieder ist an der Körperoberseite und an den Halsseiten dunkelbraun. Die Federn weisen allerdings silbrigweiße Schaftstriche auf. Die Vorderbrust sowie das Gesicht und die Kehle sind schwarzbraun bis schwarz. Die Füße und Beine sind blaugrau gefärbt. Blaugrau ist auch die Farbe des Unterschnabels, während der Oberschnabel schwärzlich ist. Die Augen sind dagegen dunkelbraun.
Die Jungvögel sind braun, wobei die Körperunterseite etwas heller ist. Die Schwingen und der Schwanz sind schwärzlich. Wie bei den verwandten Arten tragen die Jungvögel ihr Jugendkleid sehr lange. Die adulten Vögel mausern nach der Brutzeit.
Die übrigen Unterarten, deren Verbreitungsgebiet die Andamanen, Nikobaren, das südöstliche China und Taiwan, das südliche Thailand, Malaysia und Sumatra, Laos und Vietnam umfasst, variieren die Körperfärbung der Nominatform. Die im Nordosten Indien und den südöstlichen Himalaya-Regionen beheimatete Unterart L.s. acuticauda hat beispielsweise an Kehle, Vorderbrust und Halsseite eine hellbraune Gefiederfärbung.

## Lebensraum und Fortpflanzung

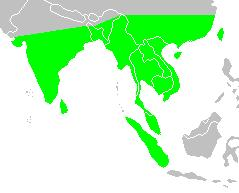
Verbreitungsgebiet

Ähnlich wie die meisten Prachtfinkenarten bewohnt das Spitzschwanz-Bronzemännchen Grasland, das mit Sträuchern und Bäumen durchsetzt ist. Es ist an Wald- und Feldrändern sowie in Gärten und Parks zu finden. Sie leben von Grassamen und Getreide und fallen während der Erntezeit in Schwärmen in die Reisfelder ein. Sie fressen darüber hinaus auch Früchte und Beeren. Die Stimme ähnelt der des Muskatbronzemännchens und anderer verwandter Arten. Der Warnruf ist ein troi troi troi ti ti ti. Der Lockruf des Männchens ist ein schleifendes, tiefes quoi quoi, das Weibchen dagegen lockt heller terr terr.
Das Gelege besteht aus vier bis sechs Eiern, die rund 20 Tage lang bebrütet werden. Etwa drei Wochen nach dem Schlupf beginnen die Jungen das Nest zu verlassen. In einem Alter von 5 Monaten sind die Jungvögel geschlechtsreif.

## Spitzschwanz-Bronzemännchen und Mensch
Das Spitzschwanz-Bronzemännchen ist einer der ältesten exotischen Stubenvögel in Europa. Es gehört zu den ersten exotischen Arten, die aus Übersee eingeführt wurde, und wurde bereits im 17. Jahrhundert gehalten. Im 18. und 19. Jahrhundert wurde es in großer Zahl importiert und bereits 1772 veröffentlichte der französische Naturforscher Georges-Louis Leclerc de Buffon eine Übersicht über die verschiedenen Formen. Im 19. Jahrhundert differenzierte man bereits einzelne Unterarten, wobei diesen zum Teil auch ein eigenständiger Artstatus zugebilligt wurde. Zu den häufigsten eingeführten Unterarten gehören das Weißbürzel-Bronzemännchen (L. s. striata) und das eigentliche Spitzschwanz-Bronzemännchen, die Unterart L. s. acuticauda.
Das Japanische Mövchen ist die domestizierte Form des Spitzschwanz-Bronzemännchens. Es wurde nach heutigem Erkenntnisstand bereits vor mehreren hundert Jahren in China gezüchtet und gehört damit zu den ältesten Stubenvögeln des Menschen. Gezüchtet wurde es vermutlich aus der chinesischen Unterart Lonchura striata swinhoei. Der genaue Domestikationsbeginn dieser Art ist unbekannt. Gesichert ist jedoch, dass das Mövchen bereits im 18. Jahrhundert nach Japan gelangte und dort in großer Zahl gehalten und gezüchtet wurde. Da es seitdem sein Erscheinungsbild wenig geändert hat, wird geschlossen, dass es damals bereits stark domestiziert war.
Heute besteht für das Spitzschwanz-Bronzemännchen keine große Nachfrage mehr, da Ziervogel-Liebhaber den farbenprächtigeren Vertretern der Prachtfinken mehr Aufmerksamkeit zuwenden.

## Unterarten
Bisher sind sechs Unterarten bekannt:
- Lonchura striata acuticauda (Hodgson, 1836)	kommt in Nepal, im Norden Indiens und Bangladesch bis ins nördliche Indochina vor.
- Lonchura striata striata (Linnaeus, 1766) ist im südlichen und zentralen Indien und auf Sri Lanka verbreitet.
- Lonchura striata fumigata (Walden, 1873) kommt auf den Andamanen vor.
- Lonchura striata semistriata (Hume, 1874) kommt auf den Nikobaren vor.
- Lonchura striata subsquamicollis (Baker, ECS, 1925) ist auf der Malaiischen Halbinsel bis ins südliche Indochina vor.
- Lonchura striata swinhoei (Cabanis, 1882) ist im östlichen zentralen und östlichen China und auf Taiwan verbreitet.

## Belege

### Einzelbelege
1. ↑  Nicolai et al., S. 297
2. 1 2  Nicolai et al., S. 299
3. ↑  Nicolai et al., S. 30 2
4. ↑  IOC World Bird List Waxbills, parrotfinches, munias, whydahs, Olive Warbler, accentors, pipits